# Traité de Bucarest (1916)
Pour les articles homonymes, voir Traité de Bucarest.
Le traité de Bucarest est un accord signé le 17 août 1916  entre la Roumanie et les Alliés de la Première Guerre mondiale dans la capitale roumaine dont il tire son nom. Par ce traité, la Roumanie met fin à deux années de neutralité et entre immédiatement en guerre aux côtés de l’Entente, afin d'obtenir la Transylvanie et la Bucovine, territoires jusque-là administrés par l'Autriche-Hongrie, mais majoritairement peuplé de Roumains, avec des minorités hongroises, allemandes et ruthènes.

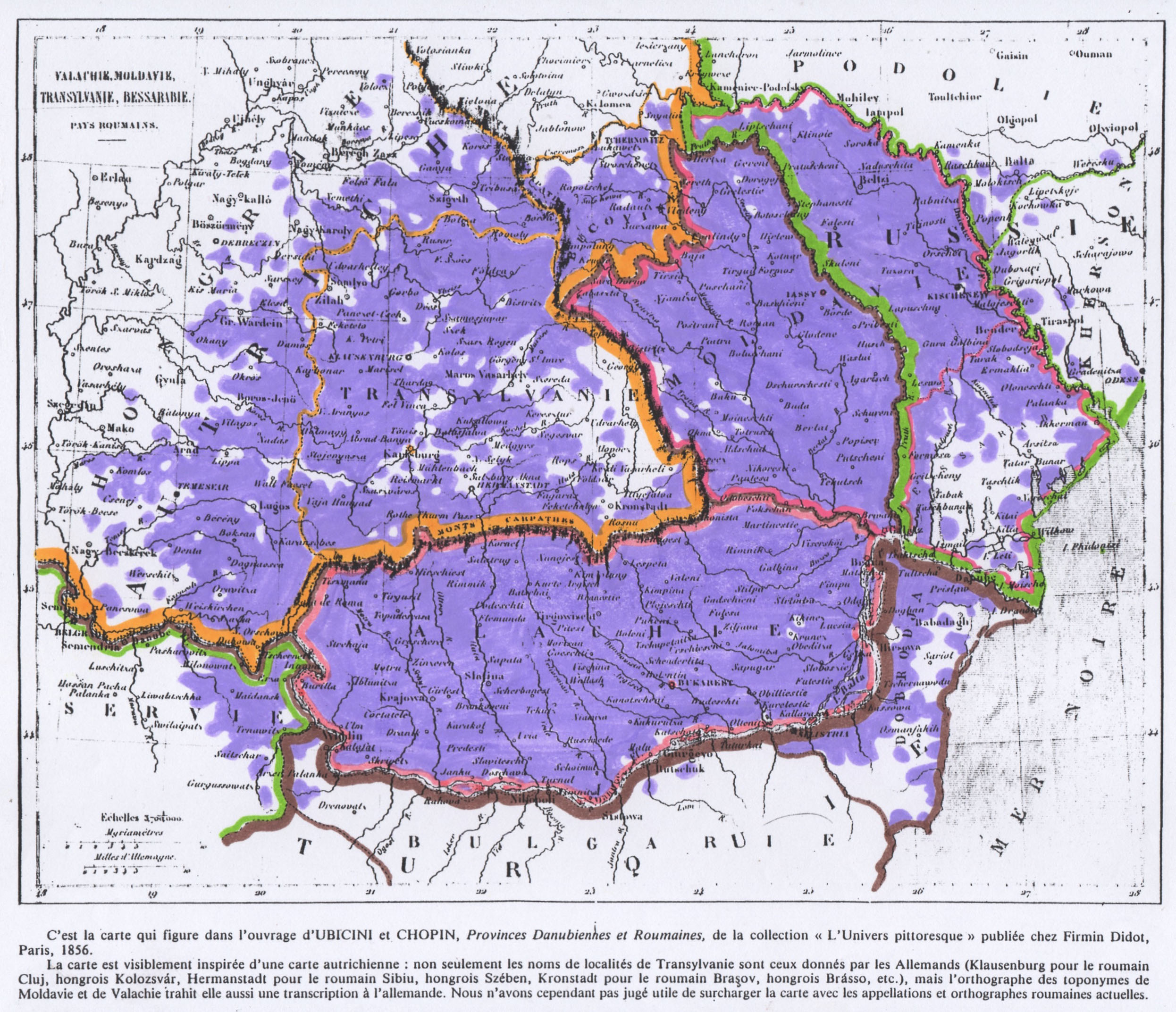
Carte de César Bolliac montrant en violet l'aire de répartition des Roumains en 1856.

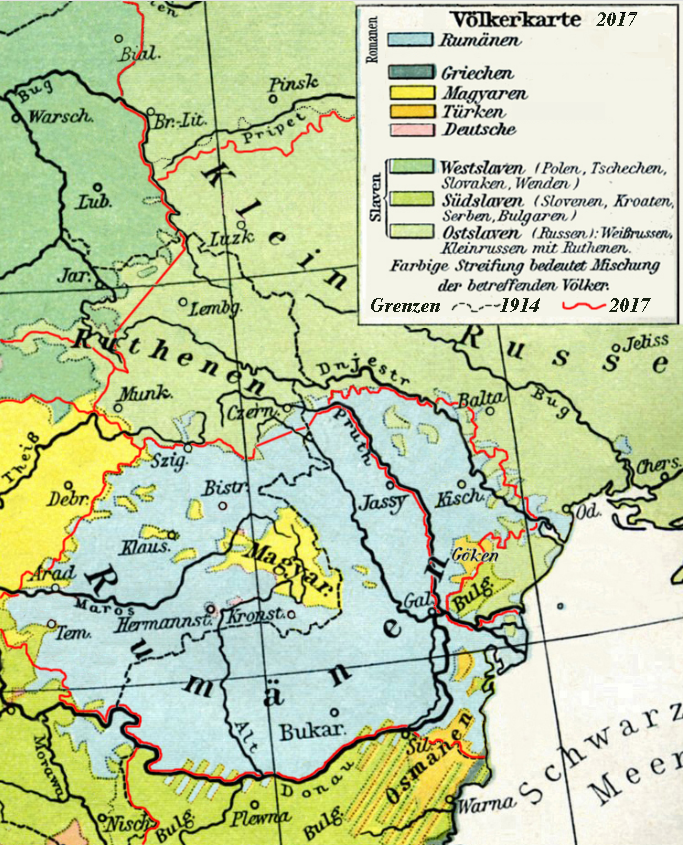
En bleu les territoires habités par des Roumains en 1896. En noir des frontières du début du XXe siècle, en rouge celles du XXIe siècle.

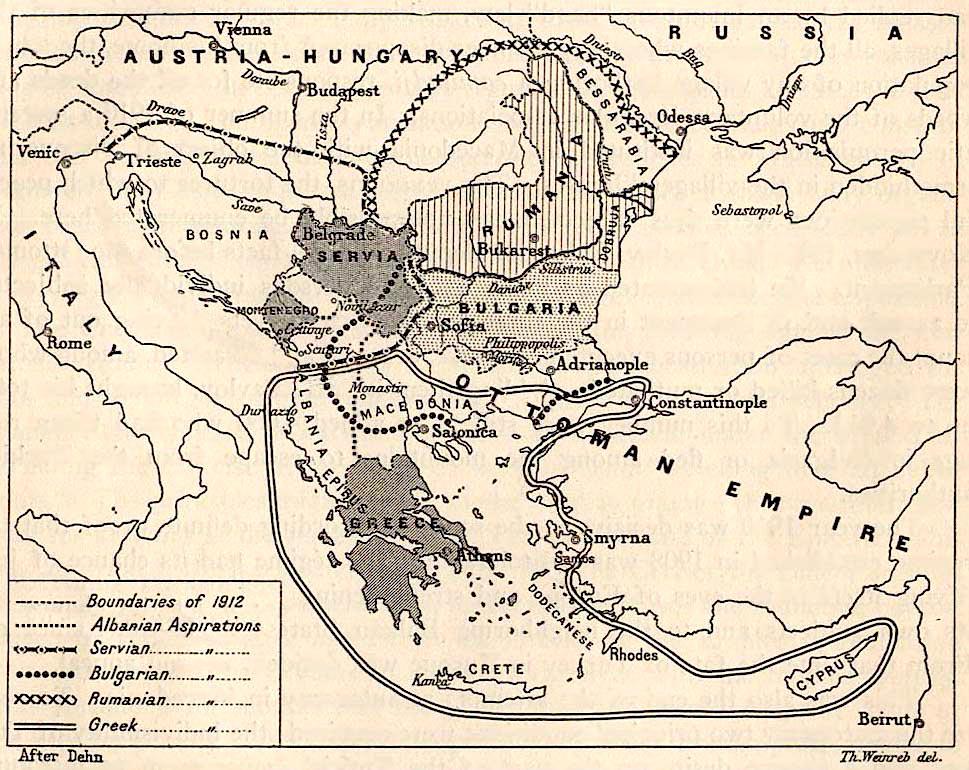
Les aspirations irrédentistes dans les Balkans en 1912, dont la « Grande Roumanie ».

## Contexte
Sur le plan idéologique, cette revendication s'appuyait sur :
- la présence des Roumains sur une étendue géographique dépassant les frontières du royaume de Roumanie et comprenant des territoires hongrois (Transylvanie, Marmatie méridionale, Crishanie orientale, Banat oriental) et anciennement moldaves (Bucovine autrichienne)[1] ;
- l'aspiration à une unité nationale roumaine, analogue à l'unité italienne ou l'unité allemande et issue de la renaissance culturelle roumaine[2] ;
- les travaux des historiens roumains, comme Alexandru Dimitrie Xenopol, qui affirmaient le droit du plus ancien occupant, c'est-à-dire des Thraces et Daces latinisés, sur les territoires peuplés par les Roumains[N 2].

Quoi qu'il en soit, depuis le début du XIXe siècle, l'idée d'une nation roumaine indépendante et unie connait un succès croissant dans la population roumaine, vivant jusque-là dispersée dans les empires austro-hongrois et russe et dans les principautés de Moldavie et de Valachie vassales de l'Empire ottoman, qui s'unirent en 1859, pour former la Roumanie.

## Contenu
Le traité prévoyait que la Roumanie attaquerait les Empires centraux, en pratique l'Autriche-Hongrie, avec l'aide et en coordination avec l'armée impériale russe, et qu'en échange, l'Entente permettrait à la Roumanie, en cas de victoire, de s'agrandir des territoires à majorité roumaine à l'issue de la guerre, selon des modalités restant à définir (plébiscites, tracé des nouvelles frontières).

## Conséquences du traité
Le 27 août 1916, la Roumanie entra en guerre et lança trois armées de 440 000 hommes à travers les Carpates.
L'avance de l'armée roumaine fut d'abord facile, l'Autriche-Hongrie n'ayant laissé que peu de troupes sur cette frontière. Cependant, à la mi-septembre, l'offensive fut enrayée, des troupes allemandes et bulgares ayant lancé une vigoureuse contre-attaque.
Fin octobre 1916, l'armée roumaine fut repoussée de Transylvanie par les forces armées austro-hongroises et allemandes. L'Autriche-Hongrie, qui avait dû demander l'aide de l'Allemagne, vit sa position vis-à-vis de celle-ci considérablement affaiblie. Fin 1916, Bucarest fut prise et le gouvernement dut fuir à Iași, en Moldavie. La Valachie et les ports roumains de la mer Noire passèrent sous le contrôle des Empires centraux. 
En décembre 1918, la dislocation de l'Autriche-Hongrie vaincue permet l'union de la Bucovine et de la Transylvanie à la Roumanie, reconnues par les traités de Saint-Germain en 1919 et de Trianon en 1920. En outre, un autre rattachement, non prévu par le traité de Bucarest de 1916, est celui de la république démocratique moldave proclamée en 1917 à la faveur de la dislocation de l'Empire russe, de sorte qu'à l'issue de la guerre, la Roumanie triple son territoire, mais à un prix économiquement et humainement très élevé : la Roumanie perdit 120 000 hommes sur 4 700 000 habitants au cours de la Première Guerre mondiale.
Depuis 1948, la superficie de la Roumanie n'a plus varié et au XXIe siècle comprend 117 659 km2 issus de la dislocation de l'empire austro-hongrois, soit 48% de sa superficie totale (238 391 km2), héritage du Traité de Bucarest de 1916 confirmé ultérieurement par d'autres traités, le plus récent étant celui de Paris de 1947.